# Jacqueline Gourault
Jacqueline Gourault (Montoir-sur-le-Loir, 20 de novembre de 1950) és una política francesa.

## Biografia
Jacqueline Gourault, nascuda Doliveux, és filla de Martial, un comerciant de bestiar a Montoire-sur-le-Loir; la seva dona, Madeleine, treballava amb ell. El marit de Jacqueline, Gerard, es va fer càrrec de la cria de cavalls del seu pare.
Professora d'història i geografia a l'institut Sainte-Marie de Blois, va entrar en política el 1974, durant la campanya de Valéry Giscard d'Estaing.

## Carrera política

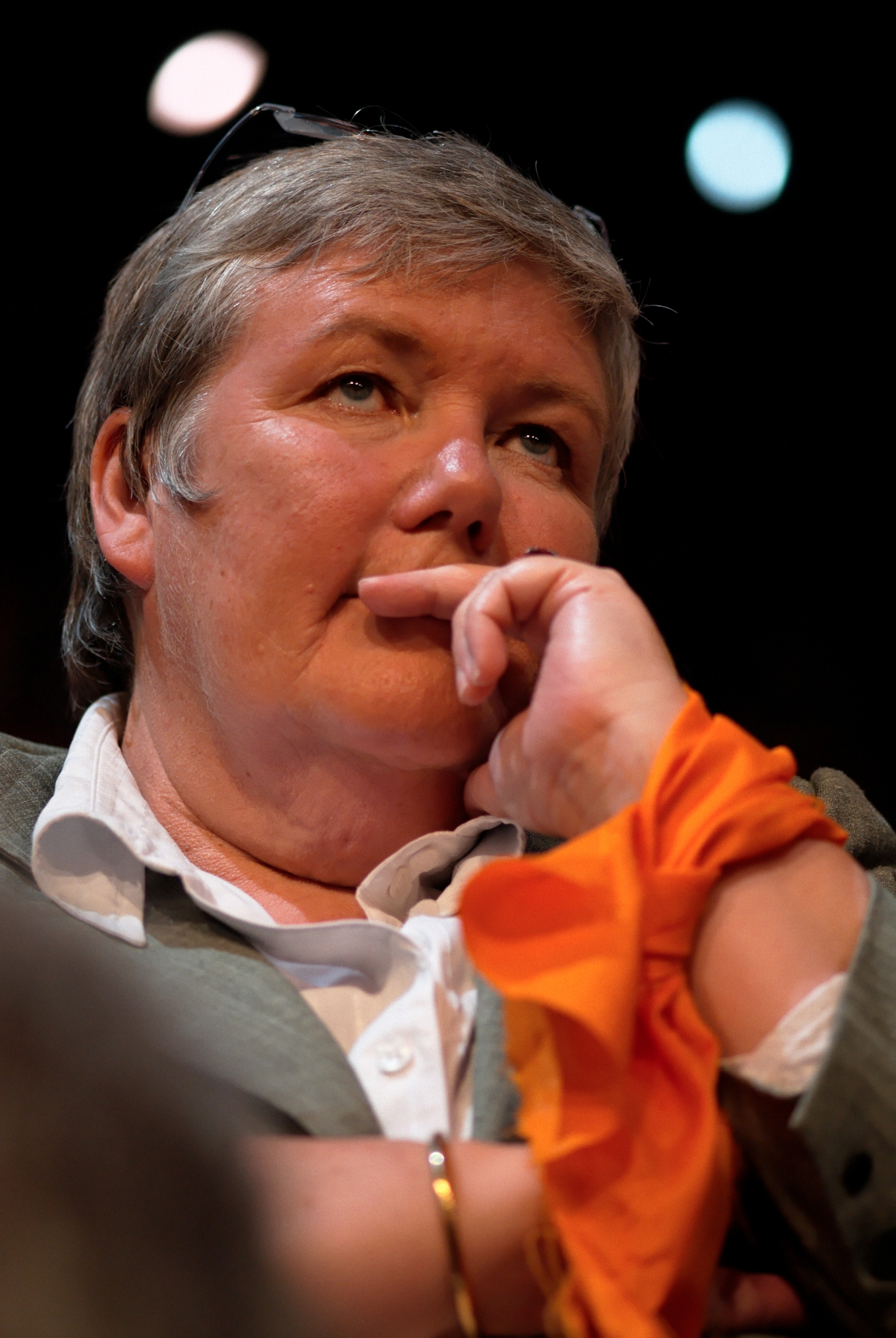
Jacqueline Gourault en un miting de François Bayrou durant les Eleccions presidencials franceses de 2007

### Alcaldessa de La Chaussée-Saint-Victor
Elegida regidora el 1983, es converteix en alcaldessa de La Chaussée-Saint-Victor de 1989 a 2014.
El 1993, durant les eleccions legislatives, Jacqueline Gourault emergeix en l'escena política departamental fent campanya contra Jack Lang, llavors alcalde de Blois. És reelegida amb el 51,5% dels vots, però es cancel·la la seva elecció pel Consell Constitucional, el qual també la condemna a un any d'inelegibilitat. En les eleccions de 1994, el candidat Socialista Michel Fromet, que va substituir Jack Lang el 1993, va ser elegit amb el 59,7% dels vots. El 1997, torna a les eleccions legislatives i és derrotada (46,8%) davant Jack Lang.
El març de 2014, va ser elegida regidora a La Chaussée-Saint-Victor en la llista encapçalada per Stéphane Baudu.

### Membre del Senat de França
Va dirigir la campanya per Nicolas Perruchot (UDF), que va sortir alcalde de la ciutat de Blois, durant les eleccions municipals de 2001. El mateix any, va ser elegida, en la primera ronda, membre del Senat de França, representant el departament de Loir i Cher. Forma part de l'equip de direcció del Mòdem, oficialment creat l'1 de desembre de 2007.
Va ser reelegida senadora en la primera ronda, amb el 53,25% dels vots, durant les eleccions senatorials de setembre 2011. L'octubre de 2014, Jacqueline Gourault és elegida vicepresidenta del Senat francès.
Dona suport a Alain Juppé en les primàries presidencials de 2016 i a Emmanuel Macron en les Eleccions presidencials franceses de 2017.
El setembre de 2017, és reelegida senadora. No pren possessió d'aquest càrrec ja que tenia responsabilitats en el govern.

### Membre del Govern
El 21 de juny de 2017 Gourault va ser nomenada com Ministra adjunta al Ministre de l'Interior.
El 12 de desembre de 2017 el Primer ministre, Édouard Philippe, li confia amb la funció informal de controlar la "Carpeta corsa", seguint la victòria dels nacionalistes en les Eleccions territorials de 2017 a Còrsega. El 3 d'agost de 2018, el Primer ministre li va confiar la missió d'obrir el diàleg entre els elegits locals del Alt Rin i Baix Rin per organitzar la fusió d'aquests dos departaments.
El 16 d'octubre de 2018 és nomenada Ministra de Relacions i Cohesió Territorial amb les col·lectivitats territorials, succeint Jacques Mézard.
Manté el ministeri (3-7-2020) en el nou Govern Jean Castex